# 福尔考什杰皮
福尔考什杰皮，是匈牙利维斯普雷姆州所辖的一个村，总面积10.05平方公里，总人口416，人口密度41.4人/平方公里（2010年1月1日）。